# Que mon cœur lâche
«Que mon cœur lâche» — пісня французької співачки Мілен Фармер. Була видана синглом і увійшла до першої збірки реміксів Dance Remixes. У травні 1993 випустили англійську версію треку під назвою «My Soul Is Slashed». У пісні, спочатку записаній як благодійний сингл, іде мова про СНІД. Текст викликав скандал через імовірну підтримку відмови від використання презервативів. На композицію існує відеокліп (режисер: Люк Бессон). У ньому співачка грає роль янгола, посланого Богом на Землю.

## Формати й списки пісень
Нижче наведено треклисти «Que mon cœur lâche» та «My Soul Is Slashed»:
«Que mon cœur lâche»
- 7" сингл/ 7" сингл — обмежене видання/CD-сингл — чорний CD/CD-сингл — білий CD/Касета

| #  | Назва                                 | Тривалість |
| -- | ------------------------------------- | ---------- |
| 1. | «Que mon cœur lâche» (single version) | 4:05       |
| 2. | «Que mon cœur lâche» (dub remix)      | 4:18       |

- 7" макси-сингл

| #  | Назва                                       | Тривалість |
| -- | ------------------------------------------- | ---------- |
| 1. | «Que mon cœur lâche» (extended dance remix) | 8:10       |
| 2. | «Que mon cœur lâche» (damage club remix)    | 6:20       |

- Цифрове завантаження

| #  | Назва                                       | Тривалість |
| -- | ------------------------------------------- | ---------- |
| 1. | «Que mon cœur lâche» (single version)       | 4:05       |
| 2. | «Que mon cœur lâche» (extended dance remix) | 8:10       |
| 3. | «Que mon cœur lâche» (1996 live version)    | 4:35       |

- CD-сингл — Промо

| #  | Назва                                 | Тривалість |
| -- | ------------------------------------- | ---------- |
| 1. | «Que mon cœur lâche» (single version) | 4:10       |

«My Soul Is Slashed»
- CD-сингл — Німеччина

| #  | Назва                                    | Тривалість |
| -- | ---------------------------------------- | ---------- |
| 1. | «My Soul Is Slashed» (single mix)        | 4:15       |
| 2. | «Que mon cœur lâche» (French single mix) | 4:10       |

- Макси-сингл на CD  — Німеччина

| #  | Назва                                              | Тривалість |
| -- | -------------------------------------------------- | ---------- |
| 1. | «My Soul Is Slashed» (single mix)                  | 4:15       |
| 2. | «My Soul Is Slashed» (the rubber remix)            | 7:34       |
| 3. | «Que mon cœur lâche» (extended French dance remix) | 8:10       |

- CD-сингл — Промо — Франція

| #  | Назва                                   | Тривалість |
| -- | --------------------------------------- | ---------- |
| 1. | «My Soul Is Slashed» (the rubber remix) | 7:34       |
| 2. | «My Soul Is Slashed» (single mix)       | 4:15       |

## Історія виходу
| Дата              | Лейбл   | Країна    | Формат                 | Каталог   |
| ----------------- | ------- | --------- | ---------------------- | --------- |
| Жовтень 1992      | Polydor | Франція   | CD-сингл — Промо       | 4288      |
| 23 листопада 1992 | Polydor | Франція   | 7" сингл               | 861 206-7 |
| 23 листопада 1992 | Polydor | Франція   | CD-сингл               | 861 206-2 |
| 23 листопада 1992 | Polydor | Франція   | 7" макси-сингл         | 861 207-1 |
| 23 листопада 1992 | Polydor | Франція   | Касета                 | 865 820-4 |
| 1993              | Polydor | Франція   | 7" макси-сингл — Промо | 2321      |
| 1993              | Polydor | Німеччина | CD-сингл               | 861814-2  |
| 1993              | Polydor | Німеччина | Макси-сингл на CD      | 861815-2  |

## Чартові позиції та наклад
| Чарт (1992) | Найвища позиція |
| ----------- | --------------- |
| Валлонія    | 8               |
| Франція     | 9               |

| Країна  | Сертифікація | Наклад фізичних копій        |
| ------- | ------------ | ---------------------------- |
| Франція | —            | 120 тис. (французька версія) |
| Франція | —            | 70 тис.(англійська версія)   |